# Runnels megye
Runnels megye az Amerikai Egyesült Államokban, azon belül Texas államban található. Megyeszékhelye és legnagyobb városa Ballinger. Lakosainak száma 9900 fő (2020. április 1.). Runnels megye Taylor, Coleman, Concho, Tom Green, Coke és Nolan megyékkel határos.

## Népesség
A megye népességének változása:
| Lakosok száma | 10 509 | 10 559 | 10 425 | 10 309 | 10 551 | 9900 |
|               | 2010   | 2011   | 2012   | 2013   | 2015   | 2020 |